# 天山天池
天池，是天山山脉东段博格达山主峰博格达峰北麓处的一个冰碛湖，位于中国新疆昌吉州阜康市南30公里，首府烏魯木齊東45公里處，为著名旅游胜地。天池形状狭长，南北长约3公里，东西最宽处1.5公里，总面积4.9平方公里，湖面海拔1928米，湖最深處105米。该湖得名自乌鲁木齐都统明亮于乾隆四十八年（1783年）所作的《灵山天池统凿水渠碑记》。
天池位于新疆阜康县境内博格达峰下的半山腰，东距乌鲁木齐110公里，是一个湖面呈半月形天然的高山湖泊。天山天池风景区以天池为中心，以完整的4个垂直自然景观带和雪山冰川、高山湖泊为主要特征，以远古瑶池西王母神话以及宗教和独特的民族民俗风情为文化内涵，融森林、草原、雪山、人文景观为一体，风光别具一格。天山天池的自然景色，既具峨眉之秀，又显华山之雄，更有别具一格的美：湖水清澈，晶莹如玉，清纯怡人；四周群山环抱，绿草如茵，野花似锦，有“天山明珠”盛誉；挺拔、苍翠的云杉、塔松，漫山遍岭，遮天蔽日，俨然一幅大自然的美丽画卷。天池自然保护区可分为“大天池北坡游览区”、“大天池游览区”、“十万罗汉涅般木山游览区”、“娘娘庙游览区”和“博格达峰北坡游览区”，每区八景，五区四十景。同时，天山天池具有包括排名世界前列的第四纪高山冰碛湖等五个方面的世界级特征。
- 1980年6月，新疆维吾尔自治区人民政府以博格达峰为中心，建立了天池自然保护区。
- 1982年11月，新疆天山天池被国务院批准为国家第一批重点风景名胜区。
- 1990年3月27日，联合国教科文组织批准中国温带荒漠区博格达峰北麓生物圈保护区加入联合国人和生物圈计划，它以保护博格达峰北麓的生物多样性与天池自然景观为主，为国内以及世界保护与合理利用荒漠提供样板。
- 1990年8月，由联合国教科文组织批准，以天山天池为中心，建立了博格达峰“国际人与自然生物圈保护区”保护网络。保护区面积约1600平方公里。
- 1993年，国家建设部批准《天山天池风景名胜区总体规划》。
- 2000年，天山天池被国家旅游局评定为AAAA级风景区。
- 2007年，天山天池被国家旅游局评定为国家5A级旅游景区。
- 2013年，天山天池进入国家地质公园行列。[1]
- 2013年，被列入联合国教科文组织世界遗产名录。